# Лапанча
Лапанча (мађ. Lapáncsa) је село у Мађарској, у јужном делу државе. Село управо припада Шиклошком срезу Барањске жупаније, са седиштем у Печују.

## Природне одлике
Насеље Лапанча се налази у јужној Мађарској, у историјској области Барања. Граница са Хрватском се налази непосредно јужно од села. Најближи већи град је Шиклош.
Село је смештено у средишњој Барањи и удаљено је од ободних река, Дунава и Драве. Насеље је положено у равници, на приближно 90 метара надморске висине.

## Становништво
Према подацима из 2013. године Лапанча је имао 206 становника. Последњих година број становника опада.
Претежно становништво у насељу чине Мађари римокатоличке вероисповести, а једина мањина у насељу су Цигани (око 3%).

### Попис1910.
| Лапанча                                                                                  | Лапанча |
| ---------------------------------------------------------------------------------------- | --- |
| Језик                                                                                    | Вера |
| укупно: 479 Немачки 440 (91,85%) Мађарски 35 (7,30%) Хрватски 1 (0,20%) остали 3 (0,62%) | <div style="border:solid transparent;position:absolute;width:100px;line-height:0; укупно: 479 Римокатолици 475 (99,16%) Јевреји 3 (0,62%) Калвинисти 1 (0,20%) - (-%) |